# 聖なる夜に/冬物語
「聖なる夜に／冬物語」（せいなるよるに／ふゆものがたり）は、2007年11月21日に発売されたケツメイシのメジャー16枚目・通算19枚目のシングル。

## 概要
前作「また君に会える」から5か月を経た初の両A面シングルで「聖なる夜に」のMVには俳優の田中圭、相手役はモデルの高橋京子が出演（メンバーも一部出演）。ドラマ仕立てになっている。
「男女6人夏物語」以来のノンタイアップシングル。初動の売上は「旅人」以来の高水準となっている。CDを11月27日迄に購入すると、翌2008年のライブチケットの先行予約ができるようになっていた。

## 収録曲
作詞・作曲：ケツメイシ
1. 聖なる夜に
  - 編曲：ケツメイシ・NAOKI-T
2. 冬物語
  - 編曲：ケツメイシ・YANAGIMAN
3. ずっと二人で
  - 編曲：ケツメイシ・YANAGIMAN

## カバー
- 星井美希（長谷川明子）・我那覇響（沼倉愛美）・四条貴音（原由実） - 2008年のシングル『HE IDOLM@STER MASTER SPECIAL 961 “オーバーマスター”』に収録。